# K.S. Karol
Karol Kewes, più noto come K.S. Karol (Łódź, 1º agosto 1924 – Parigi, 10 aprile 2014) è stato un giornalista e scrittore polacco naturalizzato francese.

## Biografia
Nato in Polonia nel 1924, al momento dell'invasione sovietica del settembre 1939 si trovava a Lvov (allora Polonia Orientale), città regia dell'antico Regno di Polonia. Nel 1940, fu tradotto su un treno piombato e trasferito nell'Unione Sovietica, dove visse dal 1940 al 1946. K. S. Karol tornò in Polonia nel 1948. In seguito, racconterà gli anni tempestosi della Seconda Guerra Mondiale e del primo Dopoguerra in Solik, un libro di memorie. 
Egli si trasferì in Francia, a Parigi, dove fu prima redattore del settimanale L'Express e poi, dal 1964 fino alla morte, editorialista del settimanale Le Nouvel Observateur. In Italia, fu collaboratore del quotidiano Il manifesto fin dalla sua fondazione. Fu compagno di Rossana Rossanda.

## Opere
- La Polonia da Pilsudski a Gomulka, trad. di Franco Brunetti, Collana Libri del Tempo n.53, Bari, Laterza, 1959.
- (FR)  Khrouchtchev et l'Occident, Paris, Julliard, 1960.
- La Cina. L'altro comunismo, trad. di Nora Hourson, Collezione Le Scie, Milano, Mondadori, 1967.
- La guerriglia al potere. Itinerario politico della rivoluzione cubana, trad. di Rossana Rossanda, Collana Saggi n.17, Milano, Mondadori, 1970.
- La seconda rivoluzione cinese, trad. di Rossana Rossanda, Collana Oscar n.170, Milano, Mondadori, 1974.
- Solik. Peripezie di un giovane polacco nella Russia in guerra (Solik. tribulations d'un jeune polonais dans la Russie en guerre, Coll. Grands documents contemporains, Fayard, 1983), trad. di Rossana Rossanda, Collana Tempo ritrovato, Milano, Feltrinelli 1985; Collana ET Scrittori n.1542, Torino, Einaudi, 2008, ISBN 978-88-061-9344-7.
- Due anni di terremoto politico. URSS 1989/1990, trad. di Rossana Rossanda, Collana Saggi, Milano, Feltrinelli, 1990, ISBN 978-88-070-8090-6.

## Fonti
- Pierre Beuchot, “KS-Karol : portrait d'un spectateur engagé”, Ina, Histoire, 2002-2003, 4 x 52.